# Stazione di Liévin
La stazione di Liévin è una stazione ferroviaria situata in  Francia sulla linea Arras-Dunkerque-Locale, nel comune di Liévin,  del all'interno dipartimento del Passo di Calais, nella regione dell'Alta Francia.
È una fermata gestita da SNCF, servita dai treni TER Hauts-de-France.

## Collocazione
Situata a 52 metri  di altitudine, la stazione di Liévin è situata al chilometro (Km) 218.807 della linea Arras-Dunkerque-Locale, tra le stazioni di Loos-en-Gohelle e Bully-Grenay.

## Storia
Nel 1876 il Consiglio generale adottò la volontà di chiedere alla SNCF di creare una fermata, per servire gli abitanti del comune. Questa richiesta fu rinnovata nel 1878 e nel 1879, precisando che il comune aveva respinto le obiezioni della Compagnia, indicando che la creazione di una fermata nel luogo denominato "le chemin des Vaches" non poneva alcuna difficoltà e che la fermata provocava solo una differenza di cinque minuti alla partenza o all'arrivo a Lens. Nell'agosto del 1880, il Consiglio ricevette una lettera dal Ministro dei Lavori Pubblici che specificava i motivi per cui l'istituzione di questa fermata non poteva essere completata.
Nel 1934 non esistevano ancora ripari sulle banchine della fermata di Liévin

## Servizio passeggeri
La fermata è un "point d'arrêt non géré (PANG)" cioè non gestito, ed a accesso libro, non ci sono ne biglietterie ne bar o macchinette. Gli unici servizi sono due banchine, orari cartacei e display luminosi con annunci audio.

### Collegamenti
Liévin è servita dai treni TER Hauts-de-France che operano tra le stazioni di Arras e Dunkerque.